# San Gallán
Isla San Gallán, znana również jako Sangayán – peruwiańska wyspa położona na Oceanie Spokojnym. Znajduje się 5,2 km na zachód od półwyspu Paracas, od którego oddzielona jest cieśniną El Boquerón. Wyspa ma powierzchnię 9,32 km². Leży na terenie Rezerwatu Narodowego Paracas. Administracyjnie przynależy do okręgu Paracas w prowincji Pisco, w regionie Ica.